# 人鳥哀歌e.p.
「人鳥哀歌e.p.」（ペンギンエレジーイーピー）は、tacicaの2枚目のシングル。2009年1月14日にSME Recordsから発売された。

## 解説
全作詞作曲は猪狩翔一、全編曲はtacica。
前作「黄色いカラスe.p.」以来、約1年ぶりのシングル。
メジャー移籍後初の新譜リリース作品。表題の「人鳥」（ペンギン）にちなんで、白×黒および黒×白の2パターンのカラーケース仕様での発売となった。各5,000枚、計10,000枚完全初回限定生産で発売され、バンド初のオリコンチャートトップ10入りを記録した。

## 収録曲
1. 人鳥哀歌 [4:01]
2. 蜜蜂の毛布 [4:16]
3. オニヤンマ [3:47]